# Neumoegenia
Neumoegenia is een geslacht van vlinders van de familie Uilen (Noctuidae), uit de onderfamilie Hadeninae.

## Soorten
- N. albavena Ottolengui, 1898
- N. bellamusa Dyar, 1923
- N. coronides Druce, 1889
- N. poetica Grote, 1882